# Lowol-Guéou
Lowol-Guéou est une commune rurale du Mali de l'arrondissement central de Kendié, dans le cercle de Kendié et la région de Bandiagara. Elle a pour chef-lieu la localité de Kargué (559 habitants en 2009).

## Histoire
En 2023, la commune est soustraite du cercle de Bandiagara et est attachée au cercle de Kendié.

## Population
La commune est composée d'une vingtaine de villages peuplés en majorité de Peuls, Soninkés, Dogons, Rimabés, Bozos et Bambaras.
En 2009, lors du 4e recensement, la commune comptait 8 957 habitants.

## Villages
La commune s'étend sur 20 localités relevées lors du recensement général de 2009. 
Les villages les plus peuplés sont :
- Boui (962 habitants)
- Moulintako Saré (837 habitants)
- Bounou (626 habitants)